# دريك وايت
دريك وايت (بالإنجليزية: Drake White)‏ هو كاتب أغاني ومغني أمريكي، ولد في 3 أكتوبر 1983 في هوكس بلف في الولايات المتحدة.

## وصلات خارجية
- دريك وايت على موقع IMDb (الإنجليزية)
- دريك وايت على موقع ميوزك برينز (الإنجليزية)
- دريك وايت على موقع ديسكوغز (الإنجليزية)